# Ralf Raspe
Ralf Raspe (* 5. Januar 1960) ist ein deutscher Hörfunk- und Fernsehmoderator, Journalist, Sprecher und Autor.

## Laufbahn
Nach dem Abitur in Krefeld ging Raspe zur Bundeswehr nach Oldenburg. Anschließend studierte er Betriebswirtschaftslehre in Aachen.
Nach einer erfolgreichen Bewerbung beim Belgischen Rundfunk (BRF) in Eupen im Jahr 1988, moderierte Raspe im April 1988 dort seine erste Sendung. Danach moderierte er drei Jahre lang die Sendung Morgenmelodie bei WDR 4. Außerdem war er in dieser Zeit Nachtmoderator beim Deutschlandfunk in Köln. Ab 1992 baute er das Radio Aachen mit auf. Dort war er fünf Jahre lang als Anchorman für die Morgensendung und in den letzten Jahren zudem als Chef vom Dienst und vorübergehend als kommissarischer Chefredakteur tätig.
Vom 11. November 1996 bis zum 21. August 2020 moderierte Raspe im Wechsel mit anderen Moderatoren die Lokalzeit aus Aachen im WDR Fernsehen. Als sein Nachfolger wurde Marc Hartenstein verpflichtet. Raspe selbst bleibt weiterhin beim Westdeutschen Rundfunk Aachen (WDR) als Autor und Nachrichtenpräsentator tätig und wird auch weiterhin als (Live-)Reporter zu sehen sein.

## Sonstiges
Im Jahr 2016 war Raspe in der Rubrik Die beste Moderatorin/Der beste Moderator für den Bremer Fernsehpreis nominiert.